# Tarenna pubiflora
Tarenna pubiflora là một loài thực vật có hoa trong họ Thiến thảo. Loài này được (Decne.) Meijer miêu tả khoa học đầu tiên năm 1951.